# Кулламаа
Кулламаа (эст. Kullamaa ) — бывшая волость в Эстонии в составе уезда Ляэнемаа.

## Положение
Площадь волости — 224,6 км², численность населения на 1 января 2008 года составляла 1368 человек.
Административный центр волости — деревня Кулламаа. Помимо этого, на территории волости находятся ещё 13 деревень.

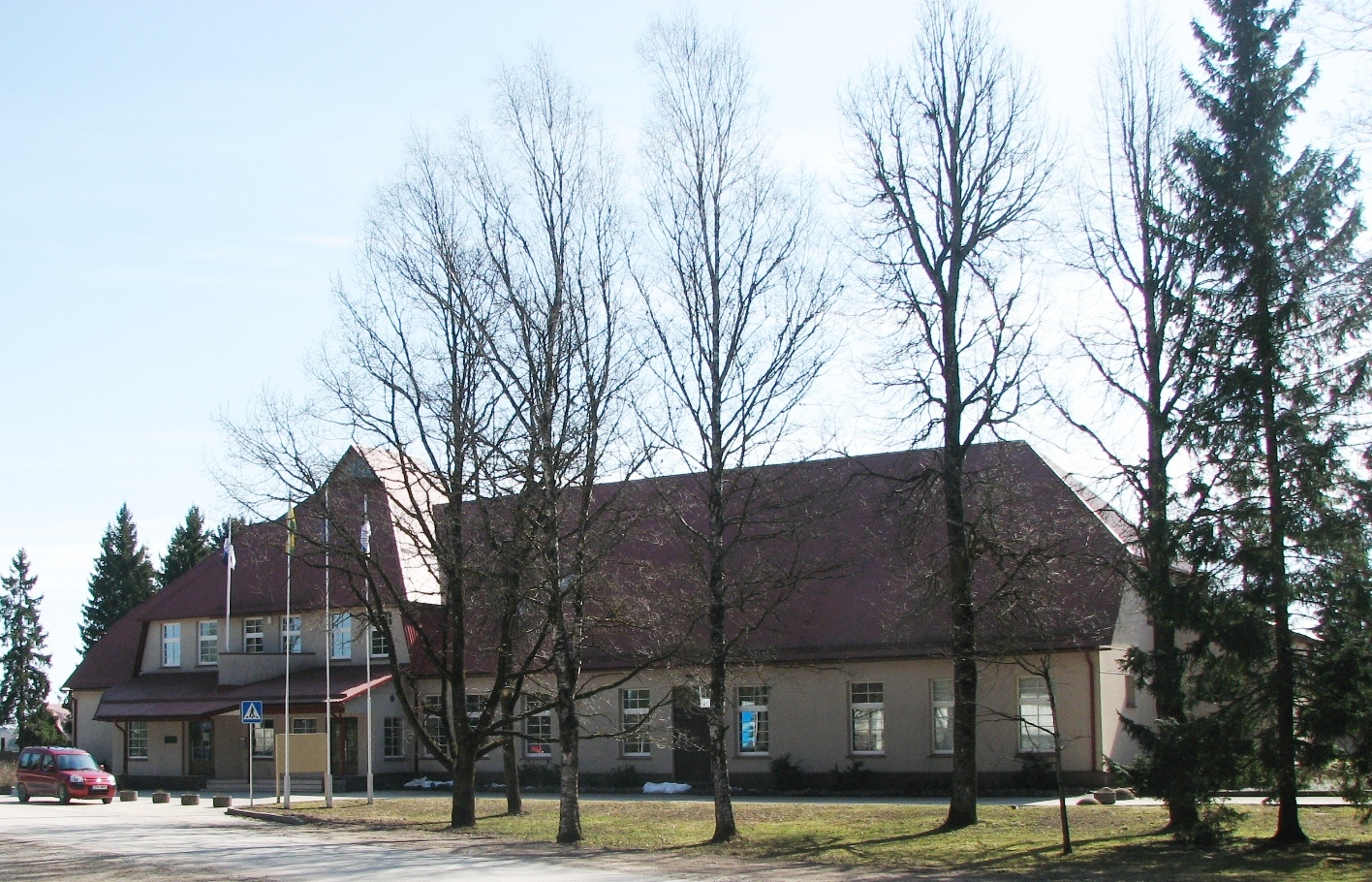
Здание волостной управы Кулламаа
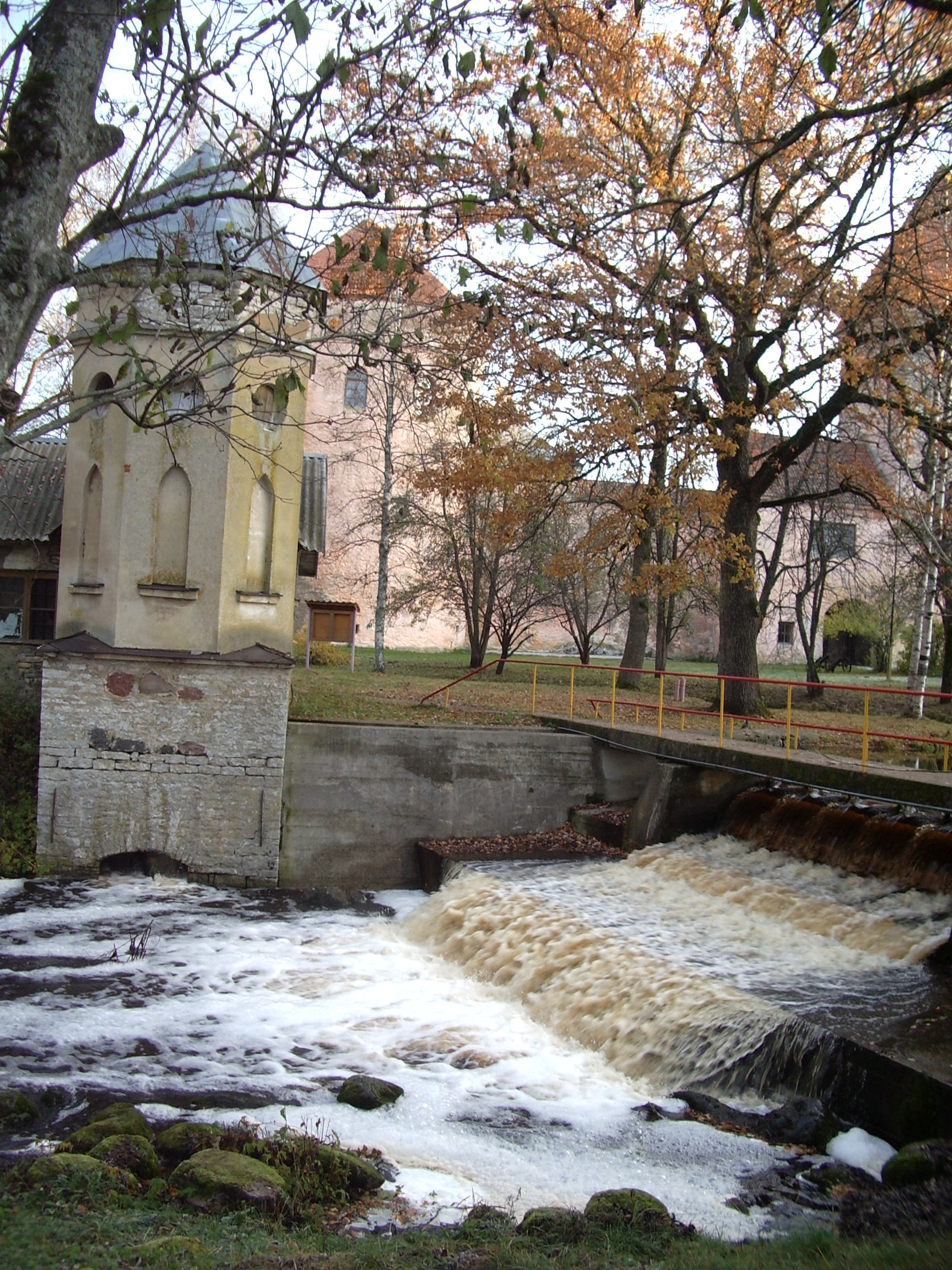
Епископский замок в Колувере
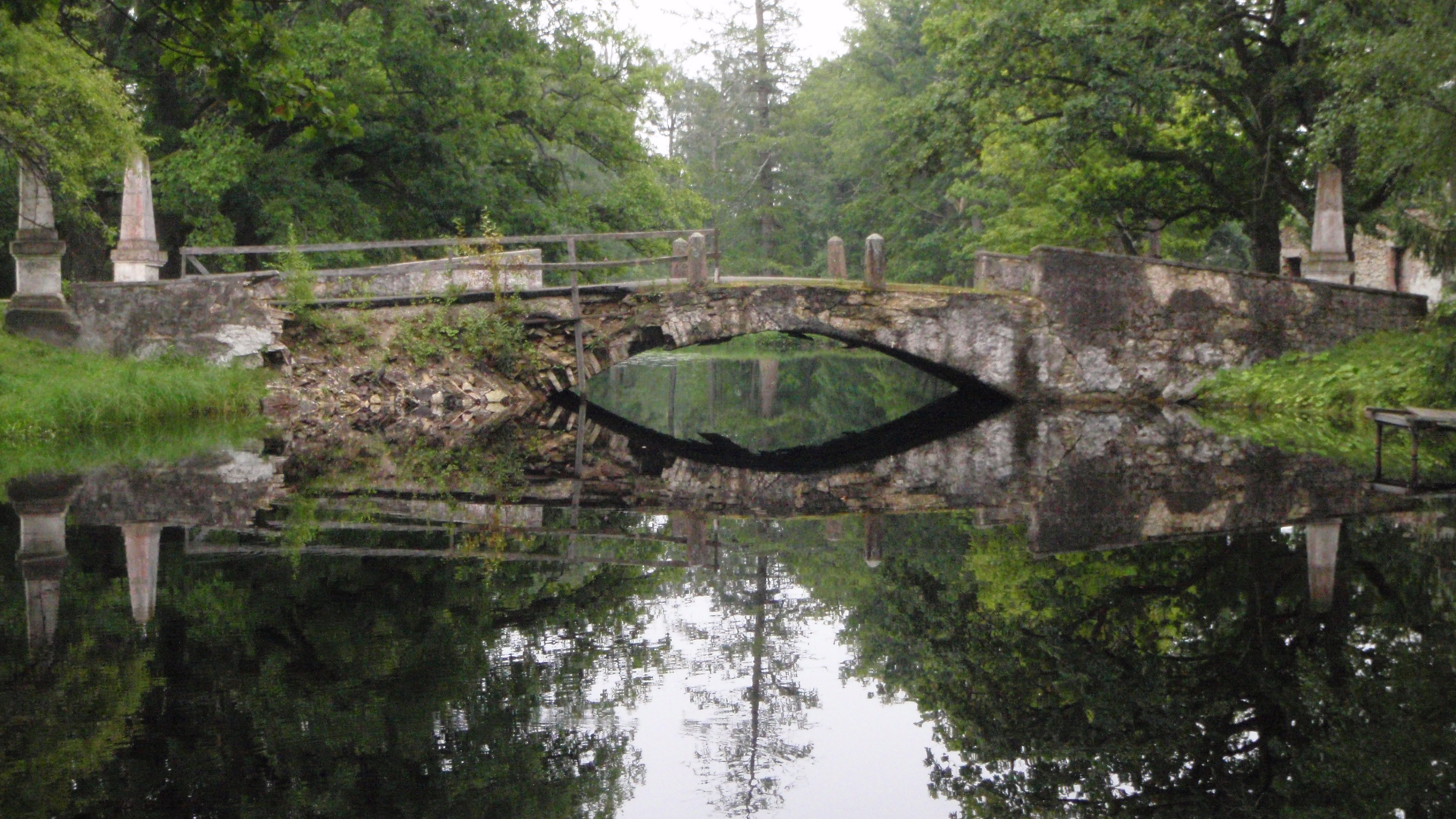
Мост Колувереского замка